# S4 0749+42
S4 0749+42 très connue sous le nom de OHIO I 483 est un lointain quasar radio-bruyant, situé dans la constellation du Lynx à 9,4 milliards d'années-lumière,.

## Découverte
S4 0749+42 est découvert en 2003 par le SDSS-DR5 lors d'une étude du ciel profond dans le domaine du visible, cette étude du ciel profond relèvera plusieurs centaines de quasars.

## Caractéristiques
S4 0749+42 est principalement caractérisé par une forte émission radio et l'une des plus grandes sources radio découvertes par le SDSS-DR5. Il a une fréquence moyenne de 100 MHz à 2 GHz ce qui le fait entrer dans la catégorie des radio-bruyants.
Une ré-étude faite avec le SDSS DR12 et l'IPAC a montré que S4 0749+42 est une source radio en évolution, effectivement depuis l'étude du SDSS-DR5 la source radio a augmenté de quelques GHz. Selon l'équipe travaillant avec l'IPAC cette augmentation du signal serait due au grossissement rapide de S4 0749+42 qui grossirait de 10 masses solaires par an.
La masse totale de S4 0749+42 est d'environ 13,8 milliards de masses solaires,.